# Amas de la Vierge II
L’amas de la Vierge II également nommé nuage de la Vierge II ou extension sud de l’Amas de la Vierge est un filament de groupes de galaxies s’étendant à la limite sud de l’amas de la Vierge.

## Désignation
L'amas de la Vierge I étant implicitement l'amas lui-même, le nuage au sud de l'amas de la Vierge est l'amas de la Vierge II et le nuage à l'est de l'amas de la Vierge est l'amas de la Vierge III.

## Caractéristiques

### Position
L’amas de la Vierge II se situe à la limite sud de l’amas de la Vierge autour de M61 dans le groupe Local entre 50 et 80 millions d’années-lumière du Système solaire.

### Structure
L’amas de la Vierge II est également connu sous le nom de nuage de la Vierge II ou extension sud de l’amas de la Vierge pour la répartition de ses groupes de galaxies et galaxies individuelles en un long filament probablement dû à l’attraction gravitationnelle de l’amas de la Vierge.

### Composition
Une centaine de galaxies réparties en 9 groupes NGC 4030, NGC 4179, M61, NGC 4753, NGC 4697, NGC 4699, NGC 4856, NGC 4995, NGC 5084 et plusieurs galaxies individuelles, le tout s'étend sur 30 millions d’années-lumière à la limite sud de l’amas de la Vierge.